# Bosnien och Hercegovinas herrlandslag i fotboll
Bosnien och Hercegovinas herrlandslag i fotboll representerar Bosnien och Hercegovina i fotboll på herrsidan och spelade sin första officiella match i slutet av november 1995 efter separationen från Jugoslavien.

## Historia

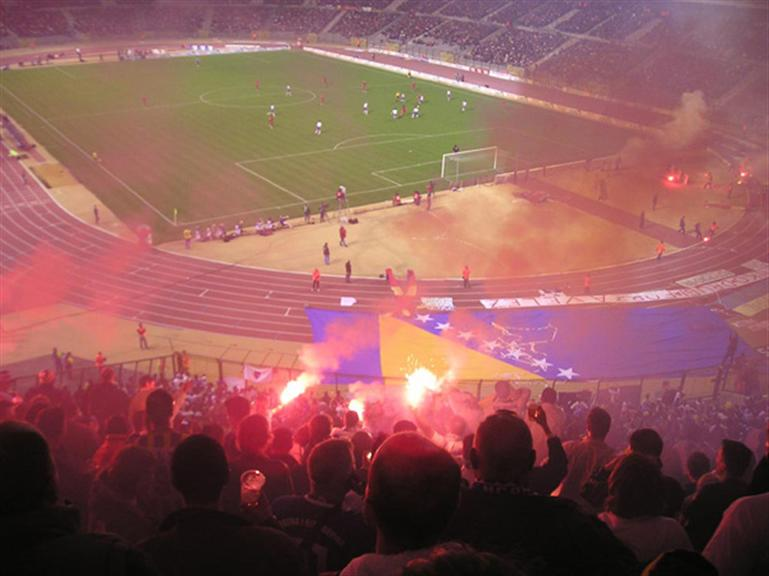
Bosniska fans under en match mot Belgien.

Bosnien och Hercegovinas fotbollsförbund bildades 1992 då landet förklarade sig självständigt. På grund av kriget som då pågick i det forna Jugoslavien kunde man inte spela fotboll under normala omständigheter. Därför blev man medlem i Fifa först 1996 (medlemsansökan hade dock skickats in redan 1992) och därefter även i Uefa år 1998. Före 1992 spelade bosnier för Jugoslaviens räkning.   
Den första landskampen spelades egentligen i Teheran den 6 juni 1993, där Iran åkte på en hemmaförlust med 1–3. Detta räknas dock inte som den första officiella matchen då Bosnien och Hercegovina befann sig i krig och var varken medlem i Fifa eller Uefa. Den första "riktiga" landskampen spelades istället den 30 november 1995 i Tirana mot Albanien, denna match förlorade Bosnien och Hercegovina med 2–0.

## Kvalhistoria

### VM Kval till Frankrike 1998
Det första kvalet man deltog i var det till VM i Frankrike 1998. Bosnien och Hercegovina hade väldigt begränsade framgångar och man fick till slut nöja sig med en fjärdeplats bakom Danmark, Kroatien och Grekland. Däremot lyckades man slå Slovenien både på hemma- och bortaplan (1-2, 1-0) samt gruppettan Danmark med hela 3-0 i Sarajevo. Det var meningen att Bosnien och Hercegovina skulle spela sin första match på hemmaplan i oktober 1996, detta blev dock inte fallet på grund av säkerhetsrisken i regionen och istället spelades matchen i Bologna, Italien. Det var först i april 1997 som ett gästande lag togs emot i Sarajevo för en kvalmatch, däremot så hade man spelat vänskapsmatcher där innan, bland annat mot Italien i november 1996. Man skrällvann med 2-1. 

### EM kval till Belgien/Nederländerna 2000
Grupp 9

| Nr | Lag ( )                 | S  | V  | O | F | GM | IM | MS  | P  |
| -- | ----------------------- | -- | -- | - | - | -- | -- | --- | -- |
| 1  | Tjeckien                | 10 | 10 | 0 | 0 | 28 | 5  | +23 | 30 |
| 2  | Skottland               | 10 | 5  | 3 | 2 | 15 | 10 | +5  | 18 |
| 3  | Bosnien och Hercegovina | 10 | 3  | 2 | 5 | 14 | 17 | −3  | 11 |
| 4  | Litauen                 | 10 | 3  | 2 | 5 | 8  | 16 | −8  | 11 |
| 5  | Estland                 | 10 | 3  | 2 | 5 | 15 | 17 | −2  | 11 |
| 6  | Färöarna                | 10 | 0  | 3 | 7 | 4  | 17 | −13 | 3  |

| Hemma \ Borta           | Bosnien och Hercegovina | Estland | Färöarna | Litauen | Skottland | Tjeckien |
| Bosnien och Hercegovina | —                       | 1–1     | 1–0      | 2–0     | 1–2       | 1–3      |
| Estland                 | 1–4                     | —       | 5–0      | 1–2     | 0–0       | 0–2      |
| Färöarna                | 2–2                     | 0–2     | —        | 0–1     | 1–1       | 0–1      |
| Litauen                 | 4–2                     | 1–2     | 0–0      | —       | 0–0       | 0–4      |
| Skottland               | 1–0                     | 3–2     | 2–1      | 3–0     | —         | 1–2      |
| Tjeckien                | 3–0                     | 4–1     | 2–0      | 2–0     | 3–2       | —        |

Bosnien och Hercegovina ville vara med redan i kvalet till EM i England 1996, detta fick man dock inte eftersom kriget fortfarande pågick. Istället fick man vänta på nästa chans, vilket var EM i Belgien och Nederländerna 2000. Man gjorde en bra insats och slutade på en tredjeplats med lika många poäng som Estland och Litauen men 19 poäng från Tjeckien och 7 poäng bakom Skottland som slutade på första respektive andra plats. 

### VM Kval till Japan/Sydkorea 2002
Efter att ha missat EM i Belgien och Nederländerna så var det VM-kvalet till Japan och Sydkorea 2002 som stod på tur. Även här blev det ett resultatmässigt misslyckande där man fick nöja sig med en fjärdeplats i en grupp med totalt fem lag. Det enda landet som var sämre var Liechtenstein, vilket också var det enda lag Bosnien och Hercegovina slog i båda matcherna. I oktober 2001 spelade man sin sista match och slog just Liechtenstein med 5-0, vilket var ett målrekord för Bosnien och Hercegovina, ett rekord som skulle hålla sig i ungefär sju år. Man tog även två poäng mot Israel och Österrike, båda på hemmaplan. Kvalet i sin helhet blev ett fiasko och förmodligen det sämsta som Bosnien och Hercegovina gjort.

### EM Kval till Portugal 2004
Grupp 2
| Nr | Lag ( )                 | S | V | O | F | GM | IM | MS  | P  |
| -- | ----------------------- | - | - | - | - | -- | -- | --- | -- |
| 1  | Danmark                 | 8 | 4 | 3 | 1 | 15 | 9  | +6  | 15 |
| 2  | Norge                   | 8 | 4 | 2 | 2 | 9  | 5  | +4  | 14 |
| 3  | Rumänien                | 8 | 4 | 2 | 2 | 21 | 9  | +12 | 14 |
| 4  | Bosnien och Hercegovina | 8 | 4 | 1 | 3 | 7  | 8  | −1  | 13 |
| 5  | Luxemburg               | 8 | 0 | 0 | 8 | 0  | 21 | −21 | 0  |

| Hemma \ Borta           | Bosnien och Hercegovina | Danmark | Luxemburg | Norge | Rumänien |
| Bosnien och Hercegovina | —                       | 1–1     | 2–0       | 1–0   | 0–3      |
| Danmark                 | 0–2                     | —       | 2–0       | 1–0   | 2–2      |
| Luxemburg               | 0–1                     | 0–2     | —         | 0–2   | 0–7      |
| Norge                   | 2–0                     | 2–2     | 1–0       | —     | 1–1      |
| Rumänien                | 2–0                     | 2–5     | 4–0       | 0–1   | —        |

Efter en dålig insats i VM-kvalet 2002 skulle man spela om en plats i Portugal 2004. Det började väldigt dåligt för Bosnien och Hercegovina, man förlorade mot Rumänien med 0-3 på hemmaplan, samt mot Norgege på bortaplan med 2-0. Man lyckades dock komma igen och bland annat så fick Danmark se sig besegrade hemma i Köpenhamn med 0-2. Man slog även Luxemburg i båda möten(2-0,1-0) samt Norge hemma(1-0). När sista matchen kom så var fortfarande inte gruppettan spikad, Bosnien och Hercegovina kunde ha säkrat resan till Portugal med en seger över Danmark på hemmaplan. Detta blev dock inte fallet och man fick istället nöja sig med fjärdeplatsen, endast två poäng bakom Danmark, samt en poäng bakom Rumänien och Norge. 

### VM Kval till Tyskland 2006
| Nr | Lag                     | S  | V | O | F  | GM | IM | MS  | P  |
| -- | ----------------------- | -- | - | - | -- | -- | -- | --- | -- |
| 1  | Serbien och Montenegro  | 10 | 6 | 4 | 0  | 16 | 1  | +15 | 22 |
| 2  | Spanien                 | 10 | 5 | 5 | 0  | 19 | 3  | +16 | 20 |
| 3  | Bosnien och Hercegovina | 10 | 4 | 4 | 2  | 12 | 9  | +3  | 16 |
| 4  | Belgien                 | 10 | 3 | 3 | 4  | 16 | 11 | +5  | 12 |
| 5  | Litauen                 | 10 | 2 | 4 | 4  | 8  | 9  | −1  | 10 |
| 6  | San Marino              | 10 | 0 | 0 | 10 | 2  | 40 | −38 | 0  |

| Hemma \ Borta           | Belgien | Bosnien och Hercegovina | Litauen | San Marino | Serbien och Montenegro | Spanien |
| Belgien                 | —       | 4–1                     | 1–1     | 8–0        | 0–2                    | 0–2     |
| Bosnien och Hercegovina | 1–0     | —                       | 1–1     | 3–0        | 0–0                    | 1–1     |
| Litauen                 | 1–1     | 0–1                     | —       | 4–0        | 0–2                    | 0–0     |
| San Marino              | 1–2     | 1–3                     | 0–1     | —          | 0–3                    | 0–6     |
| Serbien och Montenegro  | 0–0     | 1–0                     | 2–0     | 5–0        | —                      | 0–0     |
| Spanien                 | 2–0     | 1–1                     | 1–0     | 5–0        | 1–1                    | —       |

EM-kvalet till Portugal 2004 blev en riktig klassiker bland bosniska och hercegovinska fans, man hade i stort sett snubblat på mållinjen när man inte lyckades slå Danmark på hemmaplan, en seger som hade garanterat en plats i Portugal. Bosnien och Hercegovina spelade lika (1-1) och fick stanna hemma, men aldrig tidigare hade man varit så nära. Däremot så ökade landslagets popularitet väldigt mycket vilket var positivt för det nästkommande kvalet till VM i Tyskland 2006. Trots att man i kvalgruppen hade lag som Spanien, Belgien och grannlandet Serbien och Montenegro så gjorde man en väldigt respektabel insats och slutade till slut på en tredjeplats, fyra poäng bakom Spanien och sex poäng bakom Serbien och Montenegro. Bland resultat som står ut hamnar bland annat båda matcherna mot Spanien som slutade oavgjort (1-1, 1-1) samt den väldigt viktiga segern mot Belgien på hemmaplan (1-0). Bakom Bosnien och Hercegovina hamnade Belgien, Litauen och San Marino. 

### EM Kval till Schweiz/Österrike 2008
| Nr | Lag ( )                 | S  | V  | O | F | GM | IM | MS  | P  |
| -- | ----------------------- | -- | -- | - | - | -- | -- | --- | -- |
| 1  | Grekland                | 12 | 10 | 1 | 1 | 25 | 10 | +15 | 31 |
| 2  | Turkiet                 | 12 | 7  | 3 | 2 | 25 | 11 | +14 | 24 |
| 3  | Norge                   | 12 | 7  | 2 | 3 | 27 | 11 | +16 | 23 |
| 4  | Bosnien och Hercegovina | 12 | 4  | 1 | 7 | 16 | 22 | −6  | 13 |
| 5  | Moldavien               | 12 | 3  | 3 | 6 | 12 | 19 | −7  | 12 |
| 6  | Ungern                  | 12 | 4  | 0 | 8 | 11 | 22 | −11 | 12 |
| 7  | Malta                   | 12 | 1  | 2 | 9 | 10 | 31 | −21 | 5  |

| Hemma \ Borta           | Bosnien och Hercegovina | Grekland | Malta | Moldavien | Norge | Turkiet | Ungern |
| Bosnien och Hercegovina | —                       | 0–4      | 1–0   | 0–1       | 0–2   | 3–2     | 1–3    |
| Grekland                | 3–2                     | —        | 5–0   | 2–1       | 1–0   | 1–4     | 2–0    |
| Malta                   | 2–5                     | 0–1      | —     | 2–3       | 1–4   | 2–2     | 2–1    |
| Moldavien               | 2–2                     | 0–1      | 1–1   | —         | 0–1   | 1–1     | 3–0    |
| Norge                   | 1–2                     | 2–2      | 4–0   | 2–0       | —     | 1–2     | 4–0    |
| Turkiet                 | 1–0                     | 0–1      | 2–0   | 5–0       | 2–2   | —       | 3–0    |
| Ungern                  | 1–0                     | 1–2      | 2–0   | 2–0       | 1–4   | 0–1     | —      |

Efter två bra insatser i kvalen 2004 och 2006, så var Bosnien och Hercegovinas fans väldigt optimistiska. I kvalet till Schweiz och Österrike så fick man en väldigt bra grupplottning med Grekland, Turkiet, Norge och Ungern som huvudmotståndare till en av de två platserna som skulle leda till slutspelet. Detta kvalet visade sig bli en riktig katastrof, bland annat för att man förlorade med resultat som 1-3 mot Ungern och 0-4 mot Grekland på hemmaplan. Landslaget drabbades efter det av en bojkott där näst intill alla bästa spelare vägrade spela för landslaget eftersom de ansåg att det var alldeles för mycket politik och smutsiga affärer involverade i landets fotbollsförbund. Trots den dåliga situationen så lyckades man sluta på en fjärdeplats av totalt sju lag i gruppen, däremot så var man långt ifrån toppstriden med Grekland, Turkiet och Norge, man fick nöja sig med att hamna en poäng ovanför Moldavien och Ungern, samt Malta som kom sist. Före början på VM-kvalet 2010 så lyckades man få ordning på landslaget och de flesta av spelarna som bojkottade spel i landslaget kom tillbaks.

### VM Kval till Sydafrika 2010
| Nr | Lag                     | S  | V  | O | F | GM | IM | MS  | P  |
| -- | ----------------------- | -- | -- | - | - | -- | -- | --- | -- |
| 1  | Spanien                 | 10 | 10 | 0 | 0 | 28 | 5  | +23 | 30 |
| 2  | Bosnien och Hercegovina | 10 | 6  | 1 | 3 | 25 | 13 | +12 | 19 |
| 3  | Turkiet                 | 10 | 4  | 3 | 3 | 13 | 10 | +3  | 15 |
| 4  | Belgien                 | 10 | 3  | 1 | 6 | 13 | 20 | −7  | 10 |
| 5  | Estland                 | 10 | 2  | 2 | 6 | 9  | 24 | −15 | 8  |
| 6  | Armenien                | 10 | 1  | 1 | 8 | 6  | 22 | −16 | 4  |

| Hemma \ Borta           | Armenien | Belgien | Bosnien och Hercegovina | Estland | Spanien | Turkiet |
| Armenien                | —        | 2–1     | 0–2                     | 2–2     | 1–2     | 0–2     |
| Belgien                 | 2–0      | —       | 2–4                     | 3–2     | 1–2     | 2–0     |
| Bosnien och Hercegovina | 4–1      | 2–1     | —                       | 7–0     | 2–5     | 1–1     |
| Estland                 | 1–0      | 2–0     | 0–2                     | —       | 0–3     | 0–0     |
| Spanien                 | 4–0      | 5–0     | 1–0                     | 3–0     | —       | 1–0     |
| Turkiet                 | 2–0      | 1–1     | 2–1                     | 4–2     | 1–2     | —       |

Efter att ha upplevt ett riktigt fiasko i kvalet till Schweiz och Österrike 2008 så laddade man om batterierna och fick en liknande grupp som i det förra VM-kvalet, nu bestod gruppens motståndare av Spanien, Turkiet, Belgien, Estland och Armenien. Efter en väldigt bra insats så lyckades Bosnien och Hercegovina till slut säkra andraplatsen i gruppen med en match mot Estland där man vann med 0-2. Till slut så förlorade man båda playoff-matcherna mot Portugal (1-0, 0-1) och misslyckades att kvala in till VM.

### EM Kval till Polen/Ukraina 2012
| Nr | Lag                     | S  | V | O | F | GM | IM | MS  | P  |
| -- | ----------------------- | -- | - | - | - | -- | -- | --- | -- |
| 1  | Frankrike               | 10 | 6 | 3 | 1 | 15 | 4  | +11 | 21 |
| 2  | Bosnien och Hercegovina | 10 | 6 | 2 | 2 | 17 | 8  | +9  | 20 |
| 3  | Rumänien                | 10 | 3 | 5 | 2 | 13 | 9  | +4  | 14 |
| 4  | Vitryssland             | 10 | 3 | 4 | 3 | 8  | 7  | +1  | 13 |
| 5  | Albanien                | 10 | 2 | 3 | 5 | 7  | 14 | −7  | 9  |
| 6  | Luxemburg               | 10 | 1 | 1 | 8 | 3  | 21 | −18 | 4  |

| Hemma \ Borta           |     |     |     |     |     |     |
| Albanien                | —   | 1–1 | 1–2 | 1–0 | 1–1 | 1–0 |
| Bosnien och Hercegovina | 2–0 | —   | 0–2 | 5–0 | 2–1 | 1–0 |
| Frankrike               | 3–0 | 1–1 | —   | 2–0 | 2–0 | 0–1 |
| Luxemburg               | 2–1 | 0–3 | 0–2 | —   | 0–2 | 0–0 |
| Rumänien                | 1–1 | 3–0 | 0–0 | 3–1 | —   | 2–2 |
| Vitryssland             | 2–0 | 0–2 | 1–1 | 2–0 | 0–0 | —   |

Bosnien och Hercegovina lyckades återigen sluta på en stabil andraplats i gruppen, den här gången hela 6 poäng för trean Rumänien. I den sista matchen hade man chansen att vinna hela gruppen men för det krävdes vinst mot Frankrike i Paris. Bosnien och Hercegovina började bra och tog ledningen genom Džeko i första halvleken. Frankrike hade problem med att göra mål men fick till slut en straff i 76:e minuten vilket gjorde att de slutade som gruppetta. I playoff-matcherna mellan grupptvåorna så fick man precis som 2010 möta Portugal, första matchen i Zenica slutade 0-0 men i Lissabon åkte Bosnien och Hercegovina på en stor förlust när Portugal vann med 6-2. 

### VM Kval till Brasilien 2014
| Nr | Lag                     | S  | V | O | F | GM | IM | MS  | P  |
| -- | ----------------------- | -- | - | - | - | -- | -- | --- | -- |
| 1  | Bosnien och Hercegovina | 10 | 8 | 1 | 1 | 30 | 6  | +24 | 25 |
| 2  | Grekland                | 10 | 8 | 1 | 1 | 12 | 4  | +8  | 25 |
| 3  | Slovakien               | 10 | 3 | 4 | 3 | 11 | 10 | +1  | 13 |
| 4  | Litauen                 | 10 | 3 | 2 | 5 | 9  | 11 | −2  | 11 |
| 5  | Lettland                | 10 | 2 | 2 | 6 | 10 | 20 | −10 | 8  |
| 6  | Liechtenstein           | 10 | 0 | 2 | 8 | 4  | 25 | −21 | 2  |

| Hemma \ Borta           | Bosnien och Hercegovina | Grekland | Lettland | Liechtenstein | Litauen | Slovakien |
| Bosnien och Hercegovina | —                       | 3–1      | 4–1      | 4–1           | 3–0     | 0–1       |
| Grekland                | 0–0                     | —        | 1–0      | 2–0           | 2–0     | 1–0       |
| Lettland                | 0–5                     | 1–2      | —        | 2–0           | 2–1     | 2–2       |
| Liechtenstein           | 1–8                     | 0–1      | 1–1      | —             | 0–2     | 1–1       |
| Litauen                 | 0–1                     | 0–1      | 2–0      | 2–0           | —       | 1–1       |
| Slovakien               | 1–2                     | 0–1      | 2–1      | 2–0           | 1–1     | —         |

Bosnien och Hercegovina tog förstaplatsen i gruppen och blev därmed klara för sitt första stora mästerskap, VM i Brasilien 2014. Detta efter att ha hamnat etta före Lag som Grekland och Slovakien. Den avgörande matchen spelades i Kaunas, Litauen. I 68:e minuten gjorde Vedad Ibiševic 0-1 och det avgörande målet som tog Bosnien och Hercegovina till VM i Brasilien.

### VM 2014
| Nr | Lag                     | S | V | O | F | GM | IM | MS | P |
| -- | ----------------------- | - | - | - | - | -- | -- | -- | - |
| 1  | Argentina               | 3 | 3 | 0 | 0 | 6  | 3  | +3 | 9 |
| 2  | Nigeria                 | 3 | 1 | 1 | 1 | 3  | 3  | 0  | 4 |
| 3  | Bosnien och Hercegovina | 3 | 1 | 0 | 2 | 4  | 4  | 0  | 3 |
| 4  | Iran                    | 3 | 0 | 1 | 2 | 1  | 4  | −3 | 1 |

I matchen mot blivande finalisterna Argentina den 16 juni 2014 gjorde Vedad Ibišević det första VM-målet någonsin för Bosnien och Hercegovina. Matchen slutade dock med förlust 2-1. I andra matchen mötte man Nigeria. Det blev en 1-0-förlust efter ett felaktigt bortdömt mål för Bosnien och Hercegovina och en frisparkssituation före Nigerias 1-0 mål. I sista matchen besegrade man Iran med 3-1 och avslutade turneringen med 3 poäng och en tredjeplats i gruppen efter Argentina och Nigeria.

### EM Kval till Frankrike 2016
| Nr | Lag                     | S  | V | O | F  | GM | IM | MS  | P  |
| -- | ----------------------- | -- | - | - | -- | -- | -- | --- | -- |
| 1  | Belgien                 | 10 | 7 | 2 | 1  | 24 | 5  | +19 | 23 |
| 2  | Wales                   | 10 | 6 | 3 | 1  | 11 | 4  | +7  | 21 |
| 3  | Bosnien och Hercegovina | 10 | 5 | 2 | 3  | 17 | 12 | +5  | 17 |
| 4  | Israel                  | 10 | 4 | 1 | 5  | 16 | 14 | +2  | 13 |
| 5  | Cypern                  | 10 | 4 | 0 | 6  | 16 | 17 | −1  | 12 |
| 6  | Andorra                 | 10 | 0 | 0 | 10 | 4  | 36 | −32 | 0  |

| Hemma \ Borta           | Andorra | Belgien | Bosnien och Hercegovina | Cypern | Israel | Wales |
| Andorra                 | —       | 1–4     | 0–3                     | 1–3    | 1–4    | 1–2   |
| Belgien                 | 6–0     | —       | 3–1                     | 5–0    | 3–1    | 0–0   |
| Bosnien och Hercegovina | 3–0     | 1–1     | —                       | 1–2    | 3–1    | 2–0   |
| Cypern                  | 5–0     | 0–1     | 2–3                     | —      | 1–2    | 0–1   |
| Israel                  | 4–0     | 0–1     | 3–0                     | 1–2    | —      | 0–3   |
| Wales                   | 2–0     | 1–0     | 0–0                     | 2–1    | 0–0    | —     |

Det blev inte riktig så Bosnien-H hade tänkt sig i Kvalet till EM 2016. Det började dåligt. Man förlorade Cypern med 1-2 på hemmaplan. Sen kom man tillbaka med två oavgjorda matcher mot Wales och Belgien med 1-1. Safet Sušić, landets tränare avgick posten efter att man förlorat Israel med 0-3 och Mehmed Baždarević tog över. Efter en svag början laddade Bosnien-H om batterierna inför våren och inledde med 3-0 mot Andorra och 3-1 mot Israel. Inför den sista matchen så stod det mellan Bosnien-H och Cypern om playoff-platsen. Matchen avslutades med att Bosnien-H vann med 3-2 och tog playoffplatsen. I playoff mötte man Irland. Där man spelade 1-1 på hemmaplan och förlorade borta med 2-0 vilket gjorde att man missade EM 2016.

### VM Kval till Ryssland 2018
| UEFA – H ( )            | S  | V | O | F  | GM | IM | MS  | P  |
| ----------------------- | -- | - | - | -- | -- | -- | --- | -- |
| Belgien                 | 10 | 9 | 1 | 0  | 43 | 6  | +37 | 28 |
| Grekland                | 10 | 5 | 4 | 1  | 17 | 6  | +11 | 19 |
| Bosnien och Hercegovina | 10 | 5 | 2 | 3  | 24 | 13 | +11 | 17 |
| Estland                 | 10 | 3 | 2 | 5  | 13 | 19 | −6  | 11 |
| Cypern                  | 10 | 3 | 1 | 6  | 9  | 18 | −9  | 10 |
| Gibraltar               | 10 | 0 | 0 | 10 | 3  | 47 | −44 | 0  |

| UEFA – H ( )            |     |     |     |     |     |     |
| Belgien                 | —   | 4–0 | 4–0 | 8–1 | 9–0 | 1–1 |
| Bosnien och Hercegovina | 3–4 | —   | 2–0 | 5–0 | 5–0 | 0–0 |
| Cypern                  | 0–3 | 3–2 | —   | 0–0 | 3–1 | 1–2 |
| Estland                 | 0–2 | 1–2 | 1–0 | —   | 4–0 | 0–2 |
| Gibraltar               | 0–6 | 0–4 | 1–2 | 0–6 | —   | 1–4 |
| Grekland                | 1–2 | 1–1 | 2–0 | 0–0 | 4–0 | —   |

Bosnien-Hercegovina fick denna gång det tufft till att kvala sig in till fotbolls-VM. Man fick möta Belgien, Grekland, Gibraltar, Cypern samt Estland. Man började med seger mot Estland med 5-0 hemma följt av förlust borta mot Belgien med hela 0-4. Mot Grekland spelade man oavgjort både hemma och borta. Enklaste landslaget att slå blev Gibraltar, vilket man slog hemma och borta enkelt. Mot Cypern lyckades man vinna hemma, men förlorade borta med 2-3 vilket blev omdiskuterat om att förbundskaptenen Mehmed Baždarević skulle avgå. I den avgörande matchen att få chans till att kvalade sig vidare till möjlig playoff stod det mot den svåraste motståndaren Belgien. Matchen slutade 4-3 till Belgien vilket resulterade i att Bosnien-Hercegovina misslyckades till att kvala sig till VM. Man hamnade på en tredje plats med totalt 17p. Två poäng efter Grekland och elva poäng efter Belgien. Kvalet blev en stor besvikelse för landslaget.  
| Världsmästerskap | Status                                 | Resultat          |
| ---------------- | -------------------------------------- | ----------------- |
| 1994             | Deltog inte                            | -                 |
| 1998             | Inte kvalificerade                     | 4 av totalt 5 lag |
| 2002             | Inte kvalificerade                     | 4 av totalt 5 lag |
| 2006             | Inte kvalificerade                     | 3 av totalt 6 lag |
| 2010             | Inte kvalificerade (förlust i playoff) | 2 av totalt 6 lag |
| 2014             | kvalificerade                          | 1 av totalt 6 lag |
| 2018             | Inte kvalificerade                     | 3 av totalt 6 lag |

| Europamästerskap | Status                                 | Resultat          |
| ---------------- | -------------------------------------- | ----------------- |
| 1996             | Deltog inte                            | -                 |
| 2000             | Inte kvalificerade                     | 3 av totalt 6 lag |
| 2004             | Inte kvalificerade                     | 4 av totalt 5 lag |
| 2008             | Inte kvalificerade                     | 4 av totalt 7 lag |
| 2012             | Inte kvalificerade (förlust i playoff) | 2 av totalt 6 lag |
| 2016             | Inte kvalificerat (förlust i playoff)  | 3 av totalt 6 lag |
| 2020             | Inte kvalificerat (förlust i playoff)  | 4 av totalt 6 lag |

## Trupp
| Nr | Pos. | Namn             | Födelsedatum (ålder) | Matcher | Mål |              | Klubb               |
| -- | ---- | ---------------- | -------------------- | ------- | --- | ------------ | ------------------- |
| 1  | MV   | Asmir Begovic    | 20 juli 1987         | 47      | 0   | England      | Chelsea FC          |
| 12 | MV   | Ibrahim Sehić    | 2 september 1988     | 3       | 0   | Azerbajdzjan | Qarabag             |
| 22 | MV   | Jasmin Burić     | 18 februari 1987     | 1       | 0   | Polen        | Lech Poznan         |
|    |      |                  |                      |         |     |              |                     |
| 3  | F    | Ermin Bičakčić   | 24 januari 1990      | 10      | 1   | Tyskland     | 1899 Hoffenheim     |
| 4  | F    | Emir Spahić      | 18 september 1980    | 85      | 3   | Tyskland     | Bayer Leverkusen    |
| 6  | F    | Ognjen Vranješ   | 24 oktober 1989      | 15      | 0   | Turkiet      | Gaziantepspor       |
| 13 | F    | Mensur Mujdža    | 28 mars 1984         | 30      | 0   | Tyskland     | Freiburg            |
| 15 | F    | Toni Šunjić      | 15 december 1988     | 14      | 0   | Ryssland     | Kuban Krasnodar     |
|    |      |                  |                      |         |     |              |                     |
| 21 | MF   | Anel Hadzić      | 16 augusti 1989      | 11      | 0   | Österrike    | Sturm Graz          |
| 7  | MF   | Muhamed Bešić    | 10 september 1992    | 17      | 0   | England      | Everton             |
| 8  | MF   | Haris Medunjanin | 8 mars 1985          | 42      | 5   | Spanien      | Deportivo La Coruña |
| 10 | MF   | Miralem Pjanić   | 2 april 1990         | 56      | 9   | Italien      | Roma                |
| 16 | MF   | Senad Lulić      | 18 januari 1986      | 39      | 1   | Italien      | Lazio               |
| 17 | MF   | Gojko Cimirot    | 19 december 1992     | 2       | 0   | Grekland     | Aten                |
| 18 | F    | Ervin Zukanović  | 11 februari 1987     | 7       | 0   | Italien      | Genua               |
| 19 | MF   | Edin Višća       | 17 februari 1990     | 15      | 0   | Turkiet      | İstanbul Başakşehir |
| 20 | MF   | Izet Hajrović    | 4 augusti 1991       | 13      | 2   | Tyskland     | Werder Bremen       |
| 5  | F    | Sead Kolasinać   | 20 juni 1993         | 6       | 0   | Tyskland     | Gelsenkirchen       |
| 11 | ANF  | Edin Džeko       | 17 mars 1986         | 60      | 44  | Italien      | Roma                |
|    |      |                  |                      |         |     |              |                     |

## Rekord och statistik
| Nr | Namn               | Karriär   | Landskamper | Mål |
| -- | ------------------ | --------- | ----------- | --- |
| 1  | Zvjezdan Misimović | 2004–2014 | 83          | 25  |
| 2  | Emir Spahić        | 2003–     | 78          | 3   |
| 3  | Edin Džeko         | 2007–     | 69          | 38  |
| 4  | Vedad Ibišević     | 2007–     | 62          | 24  |
| 5  | Miralem Pjanić     | 2008–     | 56          | 9   |
| 6  | Elvir Bolić        | 1996–2008 | 51          | 22  |
| 7  | Sergej Barbarez    | 1998–2006 | 48          | 17  |
| 8  | Sejad Salihović    | 2007–     | 45          | 4   |
| 9  | Vedin Musić        | 1995–2007 | 45          | 0   |
| 10 | Hasan Salihamidžić | 1996–2006 | 44          | 6   |

| Nr | Namn               | Karriär   | Mål | Landskamper |
| -- | ------------------ | --------- | --- | ----------- |
| 1  | Edin Džeko         | 2007–     | 38  | 69          |
| 2  | Zvjezdan Misimović | 2004–2014 | 25  | 83          |
| 3  | Vedad Ibišević     | 2007–     | 24  | 62          |
| 4  | Elvir Bolić        | 1996–2006 | 22  | 51          |
| 5  | Sergej Barbarez    | 1998–2006 | 17  | 48          |
| 6  | Elvir Baljic       | 1996–2005 | 14  | 38          |
| 7  | Zlatan Muslimović  | 2006–2011 | 12  | 30          |
| 8  | Miralem Pjanić     | 2008–     | 9   | 56          |
| 9  | Hasan Salihamidžić | 1996–2006 | 6   | 44          |
| 10 | Haris Medunjanin   | 2009-     | 5   | 42          |

## Kända spelare
- Sergej Barbarez
- Edin Džeko
- Zvjezdan Misimović
- Zlatan Bajramović
- Elvir Bolić
- Zlatan Muslimović
- Hasan Salihamidžić
- Emir Spahić
- Miralem Pjanić
- Vedad Ibisević
- Sejad Salihović
- Asmir Begović
- Senad Lulić
- Nermin Smajlovic

## Källhänvisningar
1. ↑  ”Men's Ranking”. Fifa. https://inside.fifa.com/fifa-world-ranking/men?dateId=id14415. Läst 2 juli 2024.
2. ↑  ”The Early Beginnings of Bosnian Football 1993-2002” (på engelska). Bhdragons.com. Arkiverad från originalet den 2 juli 2014. https://web.archive.org/web/20140702173332/http://bhdragons.com/the-early-beginnings-of-bosnian-football-1993-2002/. Läst 22 juni 2014.